# Mordfall Mia V.
Im Mordfall Mia V. erstach am 27. Dezember 2017 in Kandel (Rheinland-Pfalz) ein im Jahr zuvor als unbegleiteter minderjähriger Flüchtling eingereister Afghane seine 15-jährige deutsche Ex-Freundin. Der Täter wurde wegen Mordes und Körperverletzung nach Jugendstrafrecht zu einer Haftstrafe von acht Jahren und sechs Monaten verurteilt.

## Vorgeschichte
Abdul D. kam im April 2016 nach Deutschland und gab an, afghanischer Staatsbürger zu sein. Er beantragte Asyl und wurde in Frankfurt nach Inaugenscheinnahme und ärztlichem Erstscreening als unbegleiteter minderjähriger Flüchtling eingestuft. Sein Asylantrag wurde im Februar 2017 abgelehnt; er erhielt auch keinen Flüchtlings- oder sonstigen Schutzstatus. Aufgrund seiner Einstufung als minderjährig wurde er nicht abgeschoben.
D. war zunächst in Frankfurt am Main registriert worden. Er wurde dann in die Obhut des Jugendamts Germersheim übergeben, in einer Jugendhilfeeinrichtung in Wörth am Rhein untergebracht und besuchte die Gesamtschule im benachbarten Kandel. Ab September 2017 wurde er in eine betreute Jugendwohngruppe in Neustadt an der Weinstraße verlegt, ging aber weiterhin im jetzt 34 km entfernten Kandel zur Schule. D. trat mehrfach polizeilich in Erscheinung, unter anderem wegen einer Schulhofschlägerei.
D. und das Opfer sollen über mehrere Monate ein Paar gewesen sein, ehe sich das Mädchen Anfang Dezember 2017 vom späteren Täter trennte. In der Folge habe D. dem Mädchen nachgestellt, es bedrängt und telefonisch und über soziale Netzwerke bedroht. Er habe gedroht, Nacktbilder von ihr zu veröffentlichen und ihr aufzulauern. Das Mädchen erstattete schließlich am 15. Dezember bei der Polizeiinspektion Wörth Strafanzeige gegen D. wegen Beleidigung, Nötigung und Bedrohung, und erneut ihr Vater am 17. Dezember; die Polizei nahm daraufhin eine telefonische Gefährderansprache vor. Am 18. Dezember wurde D. von zwei Polizeibeamten in der Integrierten Gesamtschule Kandel aufgesucht und im Beisein von zwei seiner Betreuerinnen verwarnt. Gleichentags setzte die Polizei den behördlichen Vormund über die Strafanzeigen in Kenntnis. Das Jugendamt dementierte später, über die Bedrohung des Mädchens informiert worden zu sein. Die Polizei verwies darauf, dass die am 18. und 19. Dezember 2017 mit D.s Vormund geführten Telefongespräche dokumentiert seien.
Am Morgen des Tattags war der Täter erneut von Polizeibeamten in Neustadt aufgesucht und vorgeladen worden, nachdem er mehreren schriftlichen Vorladungen nicht nachgekommen war.

## Tathergang
Am Nachmittag des 27. Dezember 2017 begegneten sich der Täter und das spätere Opfer zunächst am Bahnhof; danach folgte der Täter dem Opfer in einen Supermarkt, wo er ein etwa 20 Zentimeter langes Brotmesser kaufte. Er verfolgte das Opfer weiter in einen Drogeriemarkt und stach ihm dort gegen 15:20 Uhr das Messer ohne Vorwarnung mehrmals in den Oberkörper. Laut dem Obduktionsergebnis traf einer der Messerstiche das Herz und war tödlich. Der Täter wurde von Mitarbeitern und Kunden im Laden festgehalten. Er wurde zunächst wegen des dringenden Verdachts des Totschlags in Untersuchungshaft genommen; am 16. Januar teilte die Staatsanwaltschaft Landau mit, sie werte die Tat wegen der heimtückischen Begehungsweise als Mord.

## Prozess
Die Behörden waren aufgrund seiner eigenen Altersangabe im Asylverfahren zunächst davon ausgegangen, dass D. zum Tatzeitpunkt 15 Jahre alt war; diese Altersangabe wurde im Zuge der Ermittlungen der Staatsanwaltschaft überprüft. Laut ärztlichem Gutachten war der Täter zur Tatzeit wahrscheinlich 20 Jahre, höchstens 21 Jahre und mindestens 17,5 Jahre alt. Das Gericht ging daher nach dem Grundsatz in dubio pro reo von der Minderjährigkeit des Angeklagten zum Tatzeitpunkt aus.
Der Strafprozess gegen den Beschuldigten begann am 18. Juni 2018 unter Ausschluss der Öffentlichkeit vor der Jugendkammer des Landgerichts Landau in der Pfalz. Am 3. September 2018 wurde der Täter nach Jugendstrafrecht wegen Mordes und Körperverletzung zu einer Freiheitsstrafe von achteinhalb Jahren verurteilt. Staatsanwaltschaft und Nebenkläger hatten die Höchststrafe von zehn Jahren gefordert, die Verteidigung hatte auf eine Verurteilung zu einer Freiheitsstrafe von sieben Jahren und sechs Monaten wegen Totschlags plädiert. Der Strafverteidiger des Täters erklärte nach der Urteilsverkündung einen Rechtsmittelverzicht. Die Staatsanwaltschaft legte zunächst Revision ein, zog diese aber im Dezember 2018 zurück; damit wurde das Urteil rechtskräftig.

## Tod des Täters
Am 10. Oktober 2019 wurde Abdul D. tot in seiner Zelle aufgefunden. Die Obduktion ergab keine Hinweise auf Gewalteinwirkung Dritter, wie die Staatsanwaltschaft Frankenthal und das Polizeipräsidium Rheinpfalz mitteilten.

## Reaktionen

### Politik
Angesichts der Tatumstände entstand auch eine politische Diskussion. So forderte der bayerische Innenminister Joachim Herrmann (CSU) „eine strikte Regelung für eine medizinische Altersüberprüfung von allen ankommenden Flüchtlingen, die nicht klar als Kinder zu erkennen sind“. Der FDP-Bundesvorsitzende Christian Lindner sprach sich für die Abschiebung „krimineller minderjähriger Asylbewerber“ aus, falls dies im jeweiligen Fall möglich sei. Die damalige saarländische Ministerpräsidentin Annegret Kramp-Karrenbauer (CDU) forderte nach dem Todesfall ein bundeseinheitliches Verfahren zur Altersfeststellung für „unbegleitete minderjährige Flüchtlinge“. Sie verwies darauf, dass im Saarland bei ärztlichen Untersuchungen festgestellt wurde, dass es sich bei 35 % der UMF tatsächlich um Erwachsene handelte. Ähnlich äußerte sich der innenpolitische Sprecher der Unionsfraktion, Stephan Mayer (CSU). Die Ministerpräsidentin von Rheinland-Pfalz Malu Dreyer (SPD) äußerte, sie sehe keine Notwendigkeit für Änderungen. Jugendämter sollten nur im Zweifelsfall eine ärztliche Untersuchung veranlassen. Die Bundesärztekammer lehnte Röntgenuntersuchungen zur Altersbestimmung bei den UMF ab. Diese seien ein Eingriff in das Menschenwohl und nur im Strafprozess zulässig. Die Deutsche Gesellschaft für Rechtsmedizin warf der Bundesärztekammer vor, die Vorwürfe seien „rational nicht nachvollziehbar“ und die Studienlage werde verzerrt dargestellt.

### Medien
Der Fall erhielt sehr viel mediale Aufmerksamkeit. Es gab vereinzelte Kontroversen, wie über den Kriminalfall berichtet werden sollte.
Die Frankfurter Allgemeine Zeitung veröffentlichte auf ihrer Titelseite einen Kommentar, in dem Bezug nehmend auf die Tat die „wehrhafte Demokratie“ in Frage gestellt wurde. Unter anderem die Bild-Zeitung veröffentlichte sehr schnell die Herkunft sowie den Asylstatus des Tatverdächtigen. Eine Überschrift lautete: „Afghane (15) ersticht deutsches Mädchen (15)“. Der Chefredakteur der Welt am Sonntag, Peter Huth, forderte in einem Kommentar, die Bürger müssten alle Details des Falles erfahren, auch über den Tatverdächtigen. Der Journalist Tomas Avenarius kommentierte in der Süddeutschen Zeitung, wer Migranten integrieren wolle, müsse ihre Herkunft, auch ihre Wertvorstellungen nüchtern betrachten, um Eingliederungsmodelle zu entwickeln, „die über Deutschkurs und Tischlerlehre hinausgehen“.
Die Tagesschau berichtete am Tag der Tat zunächst nicht über den Fall, aber am Folgetag in ihrer 20-Uhr-Hauptausgabe. Der zweite Chefredakteur von ARD-aktuell, Marcus Bornheim, erklärte dazu auf Facebook, auch wenn die Tat schrecklich gewesen sei, berichte man in der Regel nicht über Beziehungstaten, zumal es sich in diesem Fall um besonders zu schützende Jugendliche gehandelt habe. Der SWR habe zudem bereits berichtet und werde den Fall weiter beobachten.
Im Hamburger Abendblatt kritisierte Matthias Iken an der Medien-Berichterstattung, dass „sich keiner sein Weltbild erschüttern lassen [möchte], sondern vor allem lesen, was ihn in seiner Haltung bestärkt“. Man müsse „Andersdenkenden zuhören, statt […] diskreditieren. Und […] Argumente abwägen, Zwischentöne zulassen und Fakten analysieren. Der Fall Kandel zeigt, wie weit entfernt wir von dieser Utopie sind.“ Die taz kritisierte, dass über den Fall gänzlich anders und intensiver berichtet wurde als über vergleichbare Fälle von Beziehungstaten. „Wenn bei einem Afghanen andere Maßstäbe angelegt werden, hat das einen Namen: Rassismus.“ Es sei nicht Aufgabe der Presse, jedes Opfer der jährlich etwa 150 Beziehungstaten zu betrauern. Man müsse jedoch vor politischer Instrumentalisierung der Opfer schützen.
Die Frankfurter Allgemeine Zeitung kritisierte wiederum das Vorgehen der Tagesschau und das der Vorsitzenden der Deutschen Vereinigung für Jugendgerichte und Jugendgerichtshilfen, Theresia Höynck, sowie den Kommentar der taz. Michael Hanfeld bemängelte die vorschnelle Übernahme der Attribute Minderjähriger und Beziehungstat, weil keine dieser beiden Attribuierungen bislang abschließend geklärt sei, sowie die Ausrichtung der Berichterstattung auf den Täter und seine Vorgeschichte. Es gebe einen Täterschutz der linksliberalen Öffentlichkeit, der einsetze und die Verhältnisse auf den Kopf stelle, sobald Kriminalität, Herkunft, Flüchtlingszuzug und die Sozialisation in zutiefst patriarchalisch geprägten Gesellschaften in einen Zusammenhang gestellt würden.
Die Rheinpfalz beklagte, dass „im Internet […] der Hass bei Weitem die Trauer“ überwiege. So musste die Zeitung auf ihrer Facebook-Seite mindestens 800 Einträge löschen, weil sie „unerträglich hasserfüllt sind, weil sie zur Selbstjustiz oder zur Lynchjustiz aufrufen, weil ihnen jegliches Bewusstsein für den Rechtsstaat fehlt, weil sie voller Verschwörungstheorien sind“.
Am 4. Juni 2018 sendete die ARD die Dokumentation Das Mädchen und der Flüchtling über den Fall in Kandel und über einen ähnlichen in Darmstadt, bei dem das angegriffene Mädchen schwerverletzt überlebte. In der FAZ schrieb Michael Hanfeld über die Doku: „Man darf sich sein Urteil selbst bilden, dafür stellen die Journalisten ausreichend und weitestgehend ausgewogen Informationen zur Verfügung, erst am Ende legen sie den Eindruck nahe, dass es sich bei der Gefahr für die Sicherheit insbesondere für (junge) Frauen durch Zuwanderer um eine gefühlte, nicht eine tatsächliche Wahrheit handele.“

### Gedenkveranstaltungen
Am Neujahrstag 2018 besuchten rund 350 Menschen den ökumenischen Gedenkgottesdienst für die getötete 15-Jährige in der Kandler St. Pius-Kirche. Am 10. Januar fand eine Schweigeminute statt, zu der die Schülervertretung aufgerufen hatte. Die Beisetzung des Opfers und ein Trauergottesdienst in der Kandler St. Georgs-Kirche fanden einen Tag später statt.

### Demonstrationen und Proteste
Im Nachgang zur Tat kam es in Kandel zu verschiedenen Demonstrationen rechtspopulistischer und rechtsextremer Gruppierungen sowie zu Gegendemonstrationen hierzu:

#### AfD
Am 30. Dezember folgten etwa 200 Menschen einem Aufruf der AfD. Zwei Gruppen (15 Personen aus dem Umfeld der Grünen sowie eine weitere Gruppe) demonstrierten dagegen.

#### NPD
Am 6. Januar 2018 hielt die NPD eine Kundgebung mit 14 Teilnehmern ab. An einer Gegendemonstration beteiligten sich zwischen 100 und 150 Personen.

#### „Frauenbündnis Kandel“/„Der Marsch 2017“
Nach der Tat veranstaltete der Gründer der rechtsextremen und reichsbürgernahen Bewegung „Der Marsch 2017“, Marco Kurz, unter der Bezeichnung „Frauenbündnis Kandel“ mehrere Demonstrationen. In einem vorab in Kandel verteilten Flugblatt hatte das „Frauenbündnis Kandel“ den Eindruck erweckt, aus Frauen und Müttern aus Kandel zu bestehen, im Ort war es jedoch nicht bekannt.
Am 2. Januar zogen etwa 400 Sympathisanten durch Kandel. Die Teilnehmer riefen dabei Parolen wie „Merkel muss weg!“ Am Tatort kam es zu Auseinandersetzungen mit einer ca. 30-köpfigen Gruppe von Gegendemonstranten, welche mit bunten Regenschirmen für ein buntes Deutschland demonstrierte. Die Polizei musste die beiden Gruppen trennen. Nach Einschätzung der Rheinpfalz handelte es sich bei den Schweigemarschteilnehmern neben „arglosen Kandelern auch“ um „recht viele Angehörige der rechten Szene aus der Pfalz, aus Baden und darüber hinaus“.
Am 28. Januar kamen ca. 1.000 Teilnehmer zu einer weiteren Demonstration, darunter rund 100 Personen aus der rechtsextremen Szene. Gleichzeitig fand eine Gegendemonstration des „Bündnisses Aufstehen gegen Rassismus Südpfalz“ mit rund 150 Teilnehmern statt.
Am 3. März rief Kurz zu einer weiteren Demo auf, die im Umfeld der unten genannten, gesonderten Demonstration des Bündnisses „Kandel ist überall“ stattfand.

#### Bündnis „Kandel ist überall“
Die baden-württembergische AfD-Landtagsabgeordnete Christina Baum rief unter der Bezeichnung „Kandel ist überall“ zu Demonstrationen in Kandel auf.
Am 3. März 2018 folgten rund 4000 Teilnehmer ihrem Aufruf. Gleichzeitig gab es Gegenproteste mit rund 500 Teilnehmern. An einer weiteren Demonstration am 24. März 2018 nahmen nach Polizeiangaben rund 1000 Personen teil. Das zwischenzeitlich von Kandeler Bürgern gegründete Bündnis „Wir sind Kandel“ konnte zu einer Gegendemonstration rund 2000 Menschen mobilisieren, darunter hochrangige Landespolitiker. Zudem gab es eine weitere Gegendemonstration aus den Reihen der Antifa mit ca. 250 Teilnehmern.
Das Bündnis Kandel ist überall verbreitete im Internet ein Foto, auf dem Messingplatten mit den Namen ermordeter Mädchen wie Mia V. und Susanna F. aus Mainz abgebildet sind. Der bewusste Bezug zur Aktion Stolpersteine, die der Künstler Gunter Demnig seit 1992 zum Gedenken an die Opfer der NS-Verbrechen verlegt, wurde heftig kritisiert. Josef Schuster, der Präsident des Zentralrats der Juden in Deutschland, sagte, der Zentralrat teile eine aufrichtige Trauer, aber Initiativen wie Kandel ist überall „instrumentalisieren nicht nur die Mordopfer selbst für ihre Hetze gegen Flüchtlinge und Ausländer. Sie scheuen nicht einmal davor zurück, die Shoah zu relativieren, indem sie die Stolpersteine nachahmen“. Das sei unerträglich. Demnig selbst meinte, er könne möglicherweise urheberrechtlich dagegen vorgehen, er wolle jedoch „solchen Leuten keine Bühne geben“.